# Обромб (Цехановський повіт)
+ Otheruses
Обромб (пол. Obrąb) — село в Польщі, у гміні Ойжень Цехановського повіту Мазовецького воєводства.
Населення — 158 осіб (2011).
У 1975—1998 роках село належало до Цехановського воєводства.

## Демографія
Демографічна структура станом на 31 березня 2011 року:
|          | Загалом | Допрацездатний вік | Працездатний вік | Постпрацездатний вік |
| -------- | ------- | ------------------ | ---------------- | -------------------- |
| Чоловіки | 73      | 17                 | 47               | 9                    |
| Жінки    | 85      | 17                 | 50               | 18                   |
| Разом    | 158     | 34                 | 97               | 27                   |